# Шаталов Анатолій Степанович
Анатолій Степанович Шаталов (нар. 29 квітня 1919, Козачі Лагері — пом. травень 1997) — український скульптор; член Спілки художників України.

## Біографія
Народився 29 квітня 1919 року в селі Козачих Лагерях (тепер Олешківський район Херсонської області, Україна), де його мати працювала вчителькою початкових класів, а батько служив оперуповноваженим Олешківської міліції. 1920 року втратив батька, який загинув під час виконання службових обов'язків, і з матір'ю переїхав до її батьків в Олешки. З 1928 по 1937 рік навчався в Олешківській першій школі. 1939 року призваний до лав Червоної армії. Брав участь у німецько-радянській війні, служив у блокадному Ленінграді при штабі 13-ї повітряної армії.
1949 року закінчив Ленінградське художньо-промислове училище. На початку 1950-х років переїхав до Києва. Брав участь у республіканських виставках з 1952 року, всесоюзних — з 1957 року. Жив в будинку на вулиці Артема, 81, квартира 29.
У 1980-х роках повернувся в Олешки. Помер у травні 1997 року. Похований в Олешках на центральному кладовищі.

## Творчість
Працював у галузі станкової та монументальної скульптури. Основні твори:
- «Рабіндранат Тагор» (1957);
- портрет письменника О. Бойченка (1958);
- «М. В. Гоголь» (1964);
- пам'ятники:
  - Богдану Хмельницькому (1958, Кривий Ріг);
  - С. Д. Скляренку (1963, Байкове кладовище, Київ)[4];
  - В. І. Леніну (1965, Новий Буг);
  - Богдану Хмельницькому (1995, Черкаси, у співавторстві)[5] та інші.

В Олешках відкриті пам'ятники його роботи В. І. Леніну, письменнику-драматургу М. Кулішу, Героям Радянського Союзу І. Бойку та П. Литвинову, Ф. Е. Дзержинському, гумористу Остапу Вишні.

## Відзнаки
Нагороджений:
- орденами Червоної Зірки (30 жовтня 1944), Вітчизняної війни ІІ ступеня (6 листопада 1985);
- медалями «За оборону Ленінграда» (2 червня 1943), «За перемогу над Німеччиною» (18 серпня 1945)[3].

Почесний громадянин міста Олешків (за заслуги перед Україною і перед містом).